# 库斯图日 (东比利牛斯省)
库斯图日（法語：Coustouges，法語發音：[kustuʒ] ⓘ）是法国东比利牛斯省的一个市镇，属于塞雷区。

## 地理
库斯图日（42°22'4"N, 2°38'59"E）面积16.86 平方千米，位于法国奧克西塔尼大區东比利牛斯省，该省份为法国大陆部分最南部的省份，涵盖了北加泰罗尼亚，北起奥德省，西接阿列日省和安道尔，南与西班牙接壤，东临地中海。
与库斯图日接壤的市镇（或旧市镇、城区）包括：阿尔瓦尼亚、圣洛朗德塞尔当、塞拉隆格、马萨内特-德卡夫雷尼斯。
库斯图日的时区为UTC+01:00、UTC+02:00（夏令时）。

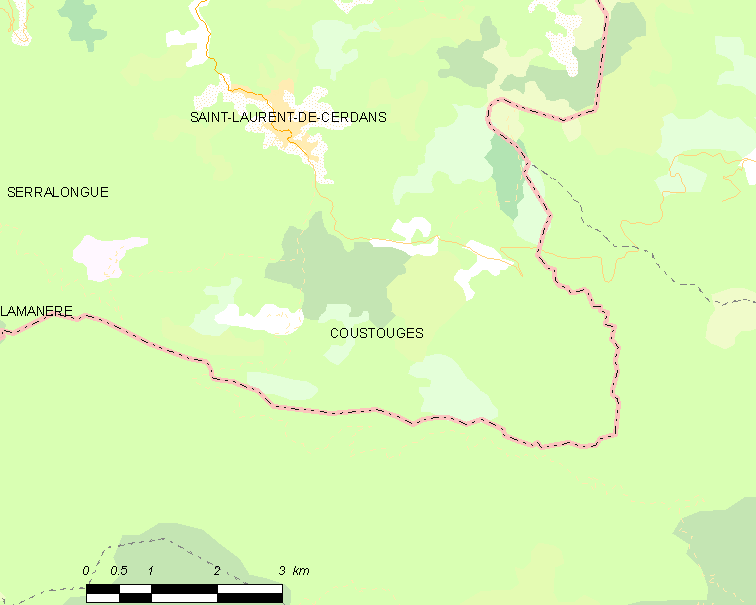
库斯图日的OSM定位图

## 行政
库斯图日的邮政编码为66260，INSEE市镇编码为66061。

## 政治
库斯图日所属的省级选区为勒卡尼古县。

## 人口

1962-2008年间库斯图日人口变化图示

库斯图日于2022年1月1日时的人口数量为93人。